# Catedral basílica de San Pancracio (Albano Laziale)
La Catedral Basílica de San Pancracio o simplemente Catedral de Albano Laziale (en italiano: Basilica Cattedrale di S. Pancrazio Martire) Es una catedral católica de rito romano en la ciudad de Albano Laziale, en la provincia de Roma y la región del Lacio, parte del país europeo de Italia. Es la sede de la Diócesis suburbicaria de Albano.
El actual edificio de la catedral fue consagrado en 1721, pero se encuentra en el sitio donde antes hubo una basílica mucho más antigua, dedicada a San Juan Bautista, fundada por el emperador Constantino el Grande. El Papa León III (d. 816) construyó una nueva catedral en el sitio y cambió la dedicación a San Pancracio, como se mantiene hasta ahora.

## Véase también

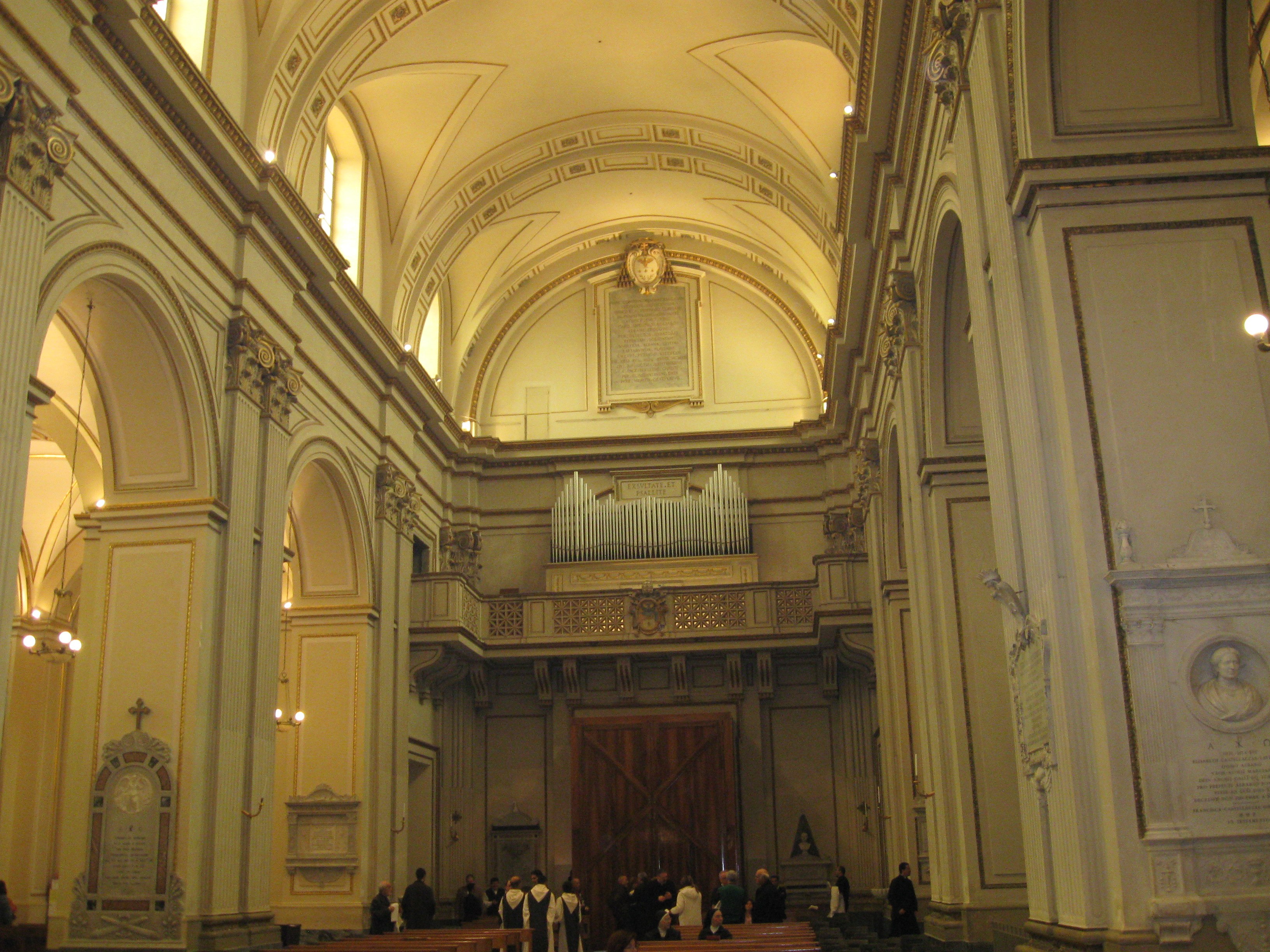
Vista interna